# 圷村
圷村（あくつむら）は茨城県東茨城郡にかつて存在した村である。

## 地理
- 現在の城里町の東部、旧桂村の南東部に位置する。
- 村は那珂川の西岸に位置している。

## 村長
- 大森創造

## 歴史

### 村域の変遷
- 1889年（明治22年）4月1日 - 町村制施行により、上圷村・下圷村・粟村が合併し東茨城郡圷村が発足。
- 1955年（昭和30年）2月11日 - 圷村は岩船村・沢山村ととも合併し桂村が発足。圷村は消滅。

変遷表
| 1868年 以前 | 1868年 以前 | 明治22年 4月1日 | 昭和30年 2月11日 | 平成17年 2月1日 | 現在   |
| ----------- | ----------- | --------------- | ---------------- | --------------- | ------ |
|             | 上圷村      | 圷村            | 桂村             | 城里町          | 城里町 |
|             | 下圷村      | 圷村            | 桂村             | 城里町          | 城里町 |
|             | 粟村        | 圷村            | 桂村             | 城里町          | 城里町 |

## 人口・世帯

### 人口
総数 [単位： 人]
| 1889年（明治22年） | 2,331 |
| 1891年（明治24年） | 2,355 |
| 1920年（大正 9年） | 2,131 |
| 1935年（昭和10年） | 2,221 |
| 1950年（昭和25年） | 2,847 |

### 世帯
総数 [単位： 世帯]
| 1920年（大正 9年） | 589 |
| 1935年（昭和10年） | 474 |
| 1950年（昭和25年） | 529 |